# Baranyai Zsigmond
Baranyai Zsigmond (Sár, Heves vármegye, 1814. november 26. – Pest, 1871. július 20.) piarista szerzetes, bölcsészdoktor.

## Élete
Gimnáziumi tanulmányainak bevégezte után 1831. október 19-én a piarista rendbe lépett és 1840. július 26-án felszentelték. Szegeden és Pesten tanárkodott és mindkét helyen főgimnáziumi igazgató is volt. Az 1850-es években egyike volt a pesti főgimnázium azon tanárainak, akik az ifjúságra folyton hazafias szellemben igyekeztek hatni.

## Munkái
Az ó. közép és uj korbeli földirat és történelem alaprajza. Rütz Vilmos után. Pest, 1856. Három rész. (4 bőv. és jav. kiadás. Uo. 1858. II. és III. rész. 5. jav. és bőv. kiadása Uo. 1861. I. rész bőv. és jav. 6. kiadása Uo. 1861)
Az irodalmi téren a klasszika-filológia körébe vágó dolgozatokkal működött.

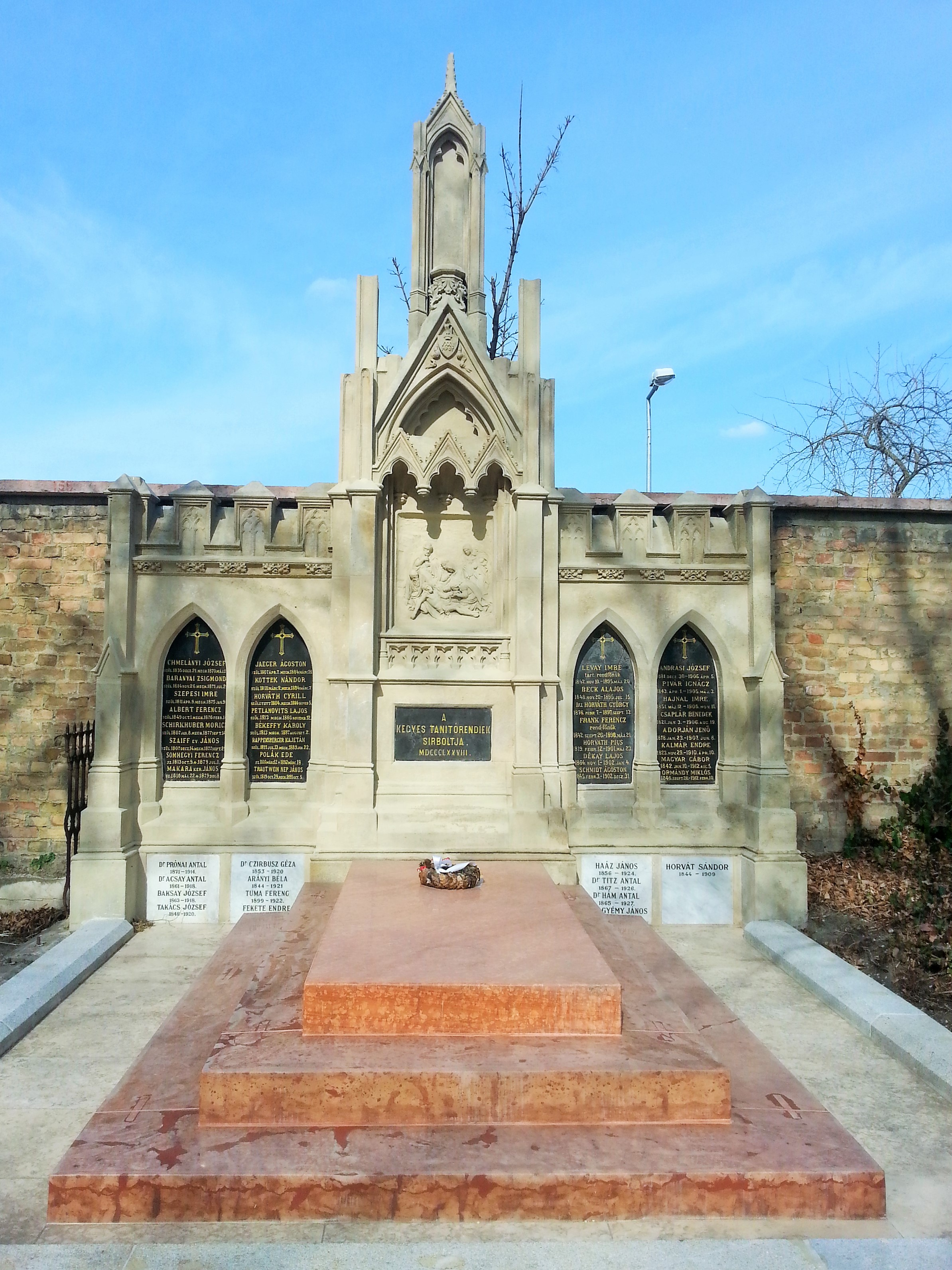
Sírja a Fiumei úti sírkertben a Piarista rend sírboltjában (Bal oldali falsírboltok, B-155)